# Футбол в Катаре

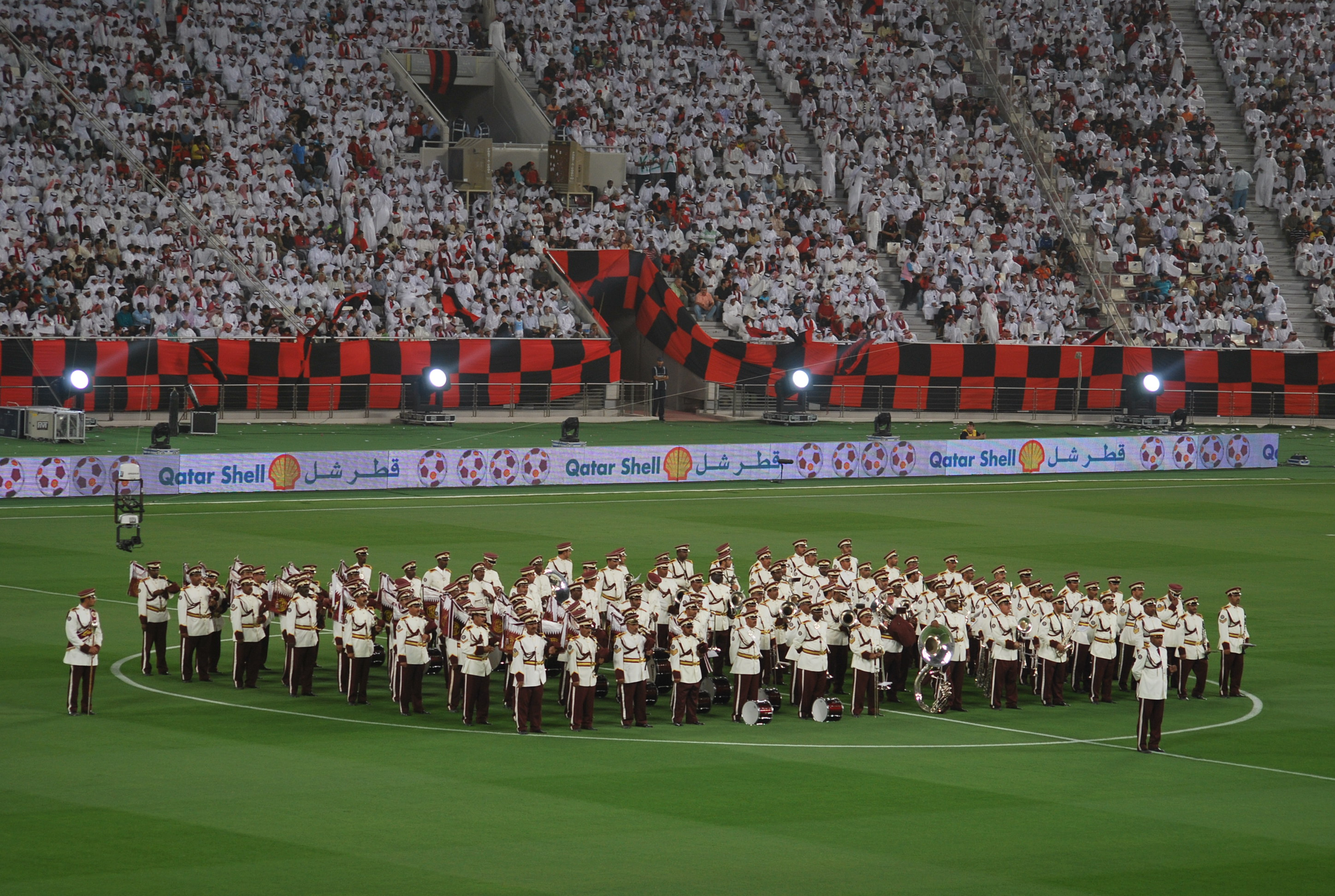
Открытие финала Кубка Эмира Катара

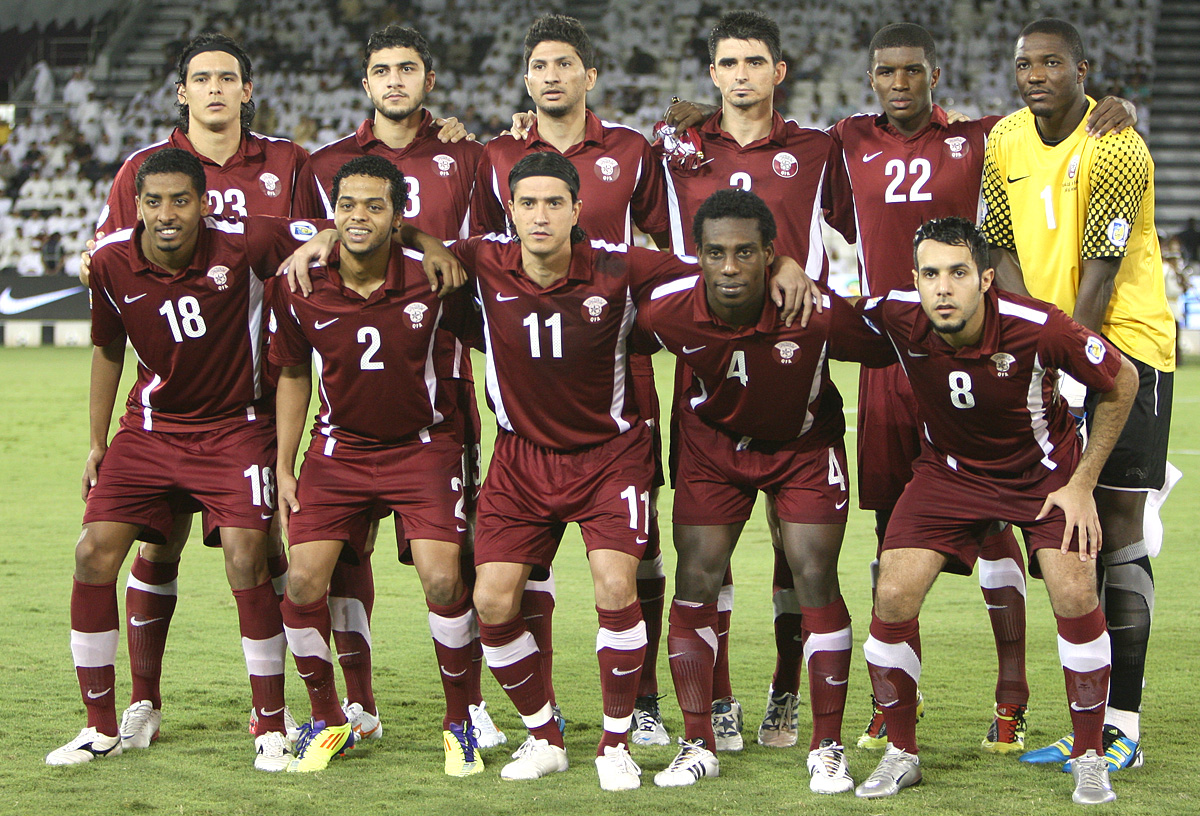
Сборная Катара по футболу в 2011 году

Футбол в Катаре управляется Футбольной ассоциацией Катара и считается спортом номер один в стране.

## История

### Появление
В 1948 году первый футбольный матч в стране провели нефтяные рабочие. В 1950 году был образован первый клуб под названием «Аль-Наджах», на основе которого появился «Аль-Ахли». В 1951 году состоялся первый чемпионат страны под названием Чемпионат Изз-аль-Дин, организованный Катарской нефтяной компанией. В конце 1950-х годов название чемпионата сменили на Кубок Пукетта. В 1960 году была образована Футбольная ассоциация Катара, в сезоне 1963/1964 прошло первое регулярное первенство. Матчи проводились на крупнейшем стадионе страны с травяным газоном — Спортивном стадионе Дохи.

### Чемпионат мира по футболу 2022
2 декабря 2010 года Катар выиграл право на проведение чемпионата мира по футболу, что стало первым случаем в истории, когда чемпионат мира пройдёт на Ближнем Востоке в мусульманской стране. Выбор Катара в качестве места вызвал множество вопросов и скандалов. Ожидается, что чемпионат проведут в зимой в связи с сильной жарой летом, чтобы облегчить нагрузку на игроков и не создавать проблем для зрителей.

## Зрители
Посещаемость матчей Катарской Звёздной Лиги варьируется от 2 до 10 тысяч зрителей в зависимости от того, какая команда играет. Опрос, проведённый в 2014 году министерствами Катара, показал, что из 1079 опрошенных респондентов 65% не посещали футбольные матчи минувшего сезона. В связи с нехваткой времени, присутствия «проплаченных» болельщиков и недопуска женщин на стадион, а также из-за жаркого климата посещаемость матчей была достаточно низкой (на жару жаловались 73%).
В апреле 2015 года с целью изменения общественного мнения и вовлечения в футбол людей Верховный комитет по распространению и наследию запустил проект «Джейран» с целью поиска компромисса и вовлечения в спорт женщин.

## Титулованные клубы
| Команда    | Число побед | Чемпионы Катарской Звёздной Лиги                                            | Победители Кубка Эмира                                                            | Победители Кубка Наследного принца | Победители Кубка Шейха Джассема                                       | Победители Кубка Звёзд Катара |
| ---------- | ----------- | --------------------------------------------------------------------------- | --------------------------------------------------------------------------------- | ---------------------------------- | --------------------------------------------------------------------- | ----------------------------- |
| Аль-Садд   | 42          | 12 (1971, 1974, 1977, 1980, 1981, 1987, 1988, 1989, 2000, 2004, 2006, 2007) | 13 (1975, 1977, 1982, 1985, 1986, 1988, 1991, 1994, 2000, 2001, 2003, 2005, 2007) | 5 (1998, 2003, 2006, 2007, 2008)   | 11 (1977, 1978, 1979, 1981, 1985, 1986, 1988, 1990, 1997, 1999, 2006) | 1 (2010)                      |
| Аль-Араби  | 22          | 7 (1983, 1985, 1991, 1993, 1994, 1996, 1997)                                | 8 (1978, 1979, 1980, 1983, 1984, 1989, 1990, 1993)                                | 1 (1997)                           | 6 (1980, 1982, 1994, 2008, 2010, 2011)                                |                               |
| Аль-Гарафа | 18          | 7 (1993, 1999, 2003, 2005, 2008, 2009, 2010)                                | 6 (1995, 1996, 1997, 1998, 2002, 2009)                                            | 2 (2000, 2010)                     | 2 (2005, 2007)                                                        | 1 (2009)                      |
| Катар СК   | 17          | 8 (1967, 1968, 1969, 1970, 1971 1973, 1977, 2003)                           | 2 (1974, 1976)                                                                    | 3 (2002, 2004, 2009)               | 4 (1983, 1984, 1987, 1995)                                            |                               |
| Эр-Райян   | 16          | 7 (1976, 1978, 1982, 1984, 1986, 1990, 1995)                                | 4 (1999, 2004, 2006, 2010)                                                        | 3 (1995, 1996, 2001)               | 2 (1992, 2000)                                                        |                               |
| Аль-Вакра  | 8           | 2 (1999, 2001)                                                              |                                                                                   | 1 (1999)                           | 4 (1989, 1991, 1998, 2004)                                            | 1 (2012)                      |
| Аль-Ахли   | 4           |                                                                             | 4 (1973, 1981, 1987, 1992)                                                        |                                    |                                                                       |                               |
| Аль-Мареф  | 3           | 3 (1964, 1965, 1966)                                                        |                                                                                   |                                    |                                                                       |                               |
| Аль-Хор    | 2           |                                                                             |                                                                                   | 1 (2005)                           | 1 (2003)                                                              |                               |
| Умм-Салаль | 2           |                                                                             | 1 (2008)                                                                          |                                    | 1 (2009)                                                              |                               |
| Эш-Шамаль  | 1           |                                                                             |                                                                                   |                                    | 1 (1996)                                                              |                               |

## Сборная Катара по футболу
Сборная Катара по футболу соревновалась почти во всех Кубках Азии, выйдя в четвертьфинал в 2000 и 2011 годах, а в 2019 году выиграв заветный трофей. В 2022 году сборная Катара дебютирует на чемпионатах мира как страна-хозяйка. Не считаясь достаточно сильной даже среди азиатских или ближневосточных команд, сборная известна в СМИ прежде всего из-за постоянной критики в свой адрес за натурализацию многих игроков с нарушениями правил ФИФА.